# 詹姆斯·D·默里
詹姆斯·D·默里（1931年1月2日—）是一位英国数学家，華盛頓大學和牛津大学应用数学榮譽退休教授，知名于在生物数学上的贡献，1979年当选爱丁堡皇家学会会士，1985年当选英国皇家学会会士。